# Zemire und Azor
Zemire und Azor ist eine romantische Oper zwei Akten mit der Musik von Louis Spohr. Die Uraufführung unter Spohrs eigener musikalischer Leitung erfolgte am 4. April 1819 im Stadttheater Frankfurt. In Spohrs Œuvre erhielt die Oper die folgende Nummerierung: Werk ohne Opus, 52 (1818/19).

## Handlung
Die folgende Inhaltsangabe basiert auf dem Text in Johannes Scholtzes Vollständigem Opernführer durch die Repertoireopern von 1910.

### Erster Aufzug
Säulenhalle, Gewitternacht
Der Chor der unsichtbaren Geister singt: „Wo schwarz die Wolken ziehn.“ Sander und Ali kommen und suchen in dem Haus trotz Alis Warnung Schutz vor dem Unwetter. Bald ist das Gewitter vorüber, und beide wollen weiter gehen. Sander pflückt sich noch eine Rose. Da erscheint unter heftigen Donnerschlägen Azor und spricht: „Wisse, dass in diese Blume eines bösen Zaubers Hand, mein Geschick auf ewig band!“ „So nimm aus meinen Händen die Rose hier zurück,“ sagt Sander, und nachdem Azor die Hoffnung ausgesprochen, dass eine von Sanders Töchtern ihn aus dem Zauberbann befreie, führt er die beiden Fremden schnell nach der Heimat.
Sanders Haus
Sanders Töchter eilen dem Vater entgegen, und dieser bringt Zemire die Rose Azors zum Geschenk. Zemire singt: „Rose, wie bist du reizend und mild.“ Da kommt Ali hinzu und kündet ihr, dass „die Rose, die er dir gegeben, bedrohet des Vaters Leben, er gab für sie sich selbst dahin, doch kann für ihn noch Glück erblüh’n, wenn du für ihn dich gibst hin.“ Zemire ist sofort bereit, den Vater zu retten. Ali muss ihr den Weg zu Azor zeigen. Nach zärtlichem Abschied vom Vater zieht Zemire mit Ali fort.

### Zweiter Aufzug
Azors Schloss
Zemire und Ali sind im Schloss Azors angekommen. Letzterer erscheint, doch trotz seiner Missgestalt gewinnt Zemire Vertrauen zu Azor. „Es schwindet Angst und Grauen.“ Zemire verlangt nun, dass sie ihren Vater auf kurze Zeit wiedersehen kann. Ungern erfüllt Azor den Wunsch des Mädchens, steckt ihr aber einen Ring als Talisman an den Finger.
Sanders Haus
„Unter Palmen schlief ich ein“ singt Ali, als er erwachend gewahrt, wo er sich befindet. Bald kommen die Schwestern und entwinden Zemire den Talisman. Zemire eilt wieder fort.
Azors Garten
Vergeblich wartet Azor auf die Rückkehr Zemires. „Mein Leiden zu erhöhn“ singt er und betritt traurig die Felsengrotte im Hintergrund. Doch da kommt auch schon Zemire herbei; freudig gewahrt sie, dass sie endlich den Ort wiedergefunden hat. Ihr tritt eine Fee entgegen und reicht ihr den von den Schwestern geraubten Ring zurück. Die Fee winkt Zemire gütig zu und verschwindet.
Prunksaal
Azor, in jugendlicher Schönheit, umgeben von seinen Getreuen, sitzt auf dem Thron und empfängt glücklich seine Geliebte und Erlöserin. Der alte Sander und die beiden Schwestern stimmen in den allgemeinen Jubel ein.

## Gestaltung
Die Oper enthält gesprochene Dialoge.

### Orchester
Die Orchesterbesetzung der Oper enthält die folgenden Instrumente:
- Holzbläser: zwei Flöten (1. auch Piccolo), zwei Oboen, zwei Klarinetten, zwei Fagotte
- Blechbläser: vier Hörner, zwei Trompeten, Posaune
- Pauken
- Gitarre
- Streicher
- Bühnenmusik: zwei Flöten, zwei Oboen, zwei Klarinetten, zwei Fagotte, vier Hörner, Posaune

## Werkgeschichte
Zemire und Azor entstand während Spohrs Aufenthalt in Frankfurt am Main (1817–1819) auf der Grundlage des Librettos von Grétrys bekannter Opéra-comique Zémire et Azor (1771). Marmontels Verse wurden zu diesem Zweck durch Johann Jakob Ihlée frei übersetzt.
Bei der Uraufführung am 4. April 1819 im Stadttheater Frankfurt sangen Rosina Friedel (Zemire), Johann Nepomuk Schelble (Azor) und die Schwestern Albertina und Giannetta Campagnoli (Fatme, Lisbe). Die Aufführung war erfolgreich und erhielt eine positive Rezension von Ludwig Börne.
In den folgenden Jahren verbreitete sich die Oper rasch. Es gab Aufführungen in Amsterdam (Hoogduitse Schouwburg, 1819/20), Leipzig (1820), München, Wien (1821), Kassel (1823), Königsberg (1829) und Weimar (1837). 1826 wurde sie auf Französisch (Übersetzung: Henri Brovellio) in Lille gespielt, 1828 auf Schwedisch (Übersetzung: Bernhard Crusell) in Stockholm und 1831 auf Englisch (Bearbeitung: George Smart, Übersetzung: William Ball) in London. 1862 wurde Zemire und Azore in Kassel gespielt, und 1885 in Berlin.
Im 20. Jahrhundert wurde Zemire und Azor erst 1984 wieder konzertant in Kassel gespielt. Szenische Wiederaufführungen gab es 1985 in Lippstadt und 2000 in der Neuburger Kammeroper.

## Aufnahmen
- 1996 Anton Kolar; Chor des Theaters Nordhausen, Loh-Orchester Sondershausen. Deutsche Schallplatten DS 1064-2 (2 CDs). Besetzung: Hans-Jürgen Schöpflin (Ali); Michael Howard (Azor); Gabriela Zamfirescu (Fatme); Sabine Blanchard (Lisbe); Johannes Schwärsky (Sander); Brigitte Roth (Zemire).